# Aleksej Ajgi
Aleksej Gennad'evič Ajgi (in russo Алексей Геннадьевич Айги?; Mosca, 11 luglio 1971) è un musicista e compositore russo, fondatore, nel 1994, dell'ensemble 4'33", nome che fa riferimento al pezzo minimalista di John Cage in cui un artista non suona per quattro minuti e trentatré secondi. Attualmente il gruppo tiene concerti in Russia e in Europa;.

## Biografia
Nato a Mosca nel 1971, ha studiato i principi della composizione musicale alla scuola Ippolitov-Ivanov della capitale russa. Nel 2001 ha collaborato con Pierre Bastien, producendo il CD La Musique cyrillique.
Nel 2003 ha pubblicato il CD MIX dove ha registrato le musiche del suo gruppo "4'33" con Mina Agossi.

## Discografia
- 1997: Falls
- 1997: Sisters Grimm Tales, 4'33" in collaboration col duo Ne Te
- 1998: Cœurs
- 1998: Country of the Deaf
- 1999: Main. Seconde; per lo spettacolo One Second Hand del Teatro Cinetico di Sacha Pepelyaev
- 1999: Taxidermie

- 2001: Equus

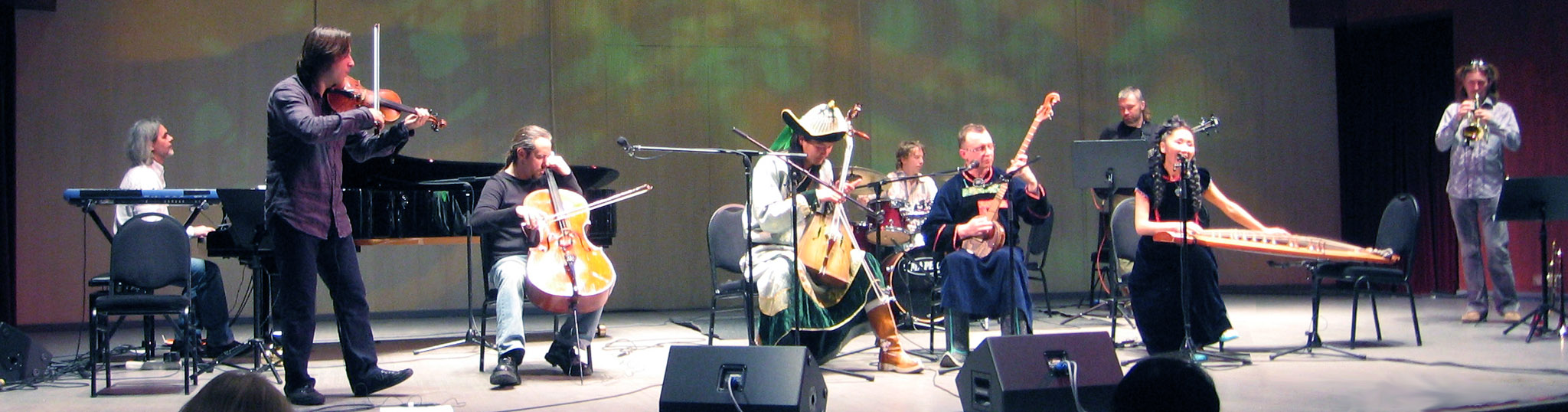
Jam session dellEnsemble 4'33" e del gruppo Namgar a Mosca nel 2008.

- 2001: Musique cyrillique; con Pierre Bastien
- 2002: Up From The Skies; Alexei Aigui e Dietmar Bonnen suonano Jimi Hendrix
- 2002: Bonheur, Gloire et Fortune
- 2003: MIX; 4'33" e Mina Agossi
- 2003: Black Water; Alexei Aigui e Dietmar Bonnen suonano Frank Zappa
- 2004: Mon demi-frère Frankenstein
- 2005: Ruine de l’Empire
- 2005: Live@Loft
- 2008: The Closer
- 2008: Alibi e sospetti
- 2009: Moloch Tropical
- 2012: Cherchez Hortense
- 2019: Il giovane Karl Marx
- 2019: Le verità (film 2019)

## Premi e riconoscimenti
- 1999: Nomination per un Nika per la colonna sonora di Country of the Deaf
- 1999: Premio “Bélier d'Or” per la colonna sonora di Country of the Deaf
- 2008: Nika per la colonna sonora di Le Champ sauvage
- 2008: Premio Aquila d'oro per la colonna sonora di Le Champ sauvage
- 2008: Premio Elefante bianco per la colonna sonora di Le Champ sauvage
- 2008: Premio Tariverdiev al festival Kinotavre per la colonna sonora di Le Champ sauvage